# Hans Schellenberger (Sportpsychologe)
Hans Schellenberger (* 7. Januar 1943) ist ein deutscher Sportpsychologe und Hochschullehrer.

## Leben
Schellenberger studierte an der Deutschen Hochschule für Körperkultur (DHfK) in Leipzig; der Titel seiner 1967 eingereichten Diplomarbeit lautete „Die Entwicklung eines Verfahrens zur Erfassung der erlebten Belastung sowie dessen Überprüfung im Training von Mittel- und Langstreckenläufern“. 1975 schloss er an der DHfK seine Promotion A (Thema: „Sportpsychologische Untersuchungen leistungsbeeinflussender Komponenten in der Fußballnationalmannschaft der DDR in Vorbereitung auf die Weltmeisterschaft 1974“) sowie 1980 seine Promotion B (Thema: „Geschichte der deutschen Sportpsychologie bis 1945 und ihre Entwicklung in der DDR“) ab. Anschließend hatte er eine Professur am Institut für Leistungspsychologie der DHfK inne. Im November 1989 wurde Schellenberger Sprecher eines Fachverbandes für Sportpsychologie in der DDR. Später war Schellenberg unter anderem als Vortragshaltender bei Fortbildungen von Sportverbänden und bei Sportfachtagungen tätig.
Schellenberger ist Verfasser des 1981 erschienenen Buches „Psychologie im Sportspiel“, 1990 brachte er das englischsprachige Werk „Psychology of team sports“ heraus. Er befasste sich in seiner sportpsychologischen Forschungsarbeit unter anderem mit den Themengebieten „soziale Beziehungen in Sportspielmannschaften“, „Verarbeitung handlungsrelevanter Signale in Sportspielsituationen“, psychische Leistungsvoraussetzungen, Handlungsschnelligkeit, Konzentration, Selbstsicherheit und Selbstvertrauen und dem Komplex „Sport – Gewalt – Fairness“.